# Гошен, Джордж, 2-й виконт Гошен
Джордж Иоахим Гошен, 2-й виконт Гошен (англ. George Joachim Goschen, 2nd Viscount Goschen; 15 октября 1866 — 24 июля 1952) — британский консервативный политик, занимавший пост губернатора Мадраса с 1924 по 1929 год и исполняющий обязанности вице-короля Индии в 1929 году.

## Происхождение и образование
Родился 15 октября 1866 года в Сент-Леонардс-он-Си, Гастингс . Старший сын видного консервативного политика и канцлера казначейства Джорджа Иоахима Гошена, 1-го виконта Гошена (1831—1907), и его жены Люси Далли (1830—1898), дочери Джона Далли. Джордж Гошен получил образование в школе Рагби и Баллиол-колледже в Оксфорде.
Майор 2-го добровольческого батальона «Баффс» (Восточно-Кентский полк), а с февраля 1901 года служил адъютантом лорда Робертса, главнокомандующего во время Второй англо-бурской войны. Он воевал в Первой мировой войне в качестве коменданта 2-го/5-го батальона Восточно-Кентского полка.

## Карьера
Джордж Гошен рано занялся политикой. В 1895 году он был избран в Палату общин как консерватор от тогдашнего избирательного округа Ист-Гринстед в Сассексе и был членом парламента в течение двух сроков до 1906 года. В июле 1913 года он был избран председателем Совета Корпорации иностранных держателей облигаций, в которую входили некоторые из ведущих финансистов Англии. Джордж Гошен занимал должность парламентского секретаря Совета по сельскому хозяйству и рыболовству с марта по июнь 1918 года.
Джордж Гошен унаследовал титул 2-го виконта Гошена после смерти отца 7 февраля 1907 года. В декабре 1910 года он был назначен заместителем лейтенанта Кента. Он также был назначен мировым судьей Сассекса.

## Губернатор Мадраса

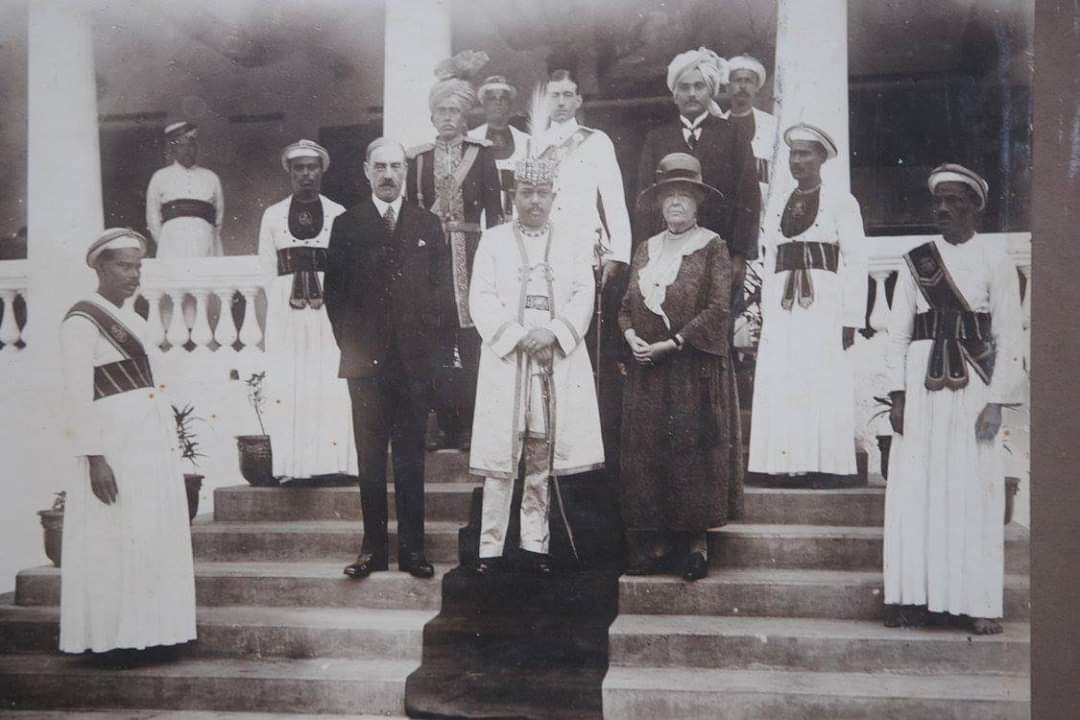
Лорд и леди Гошен с махараджей Джейпура

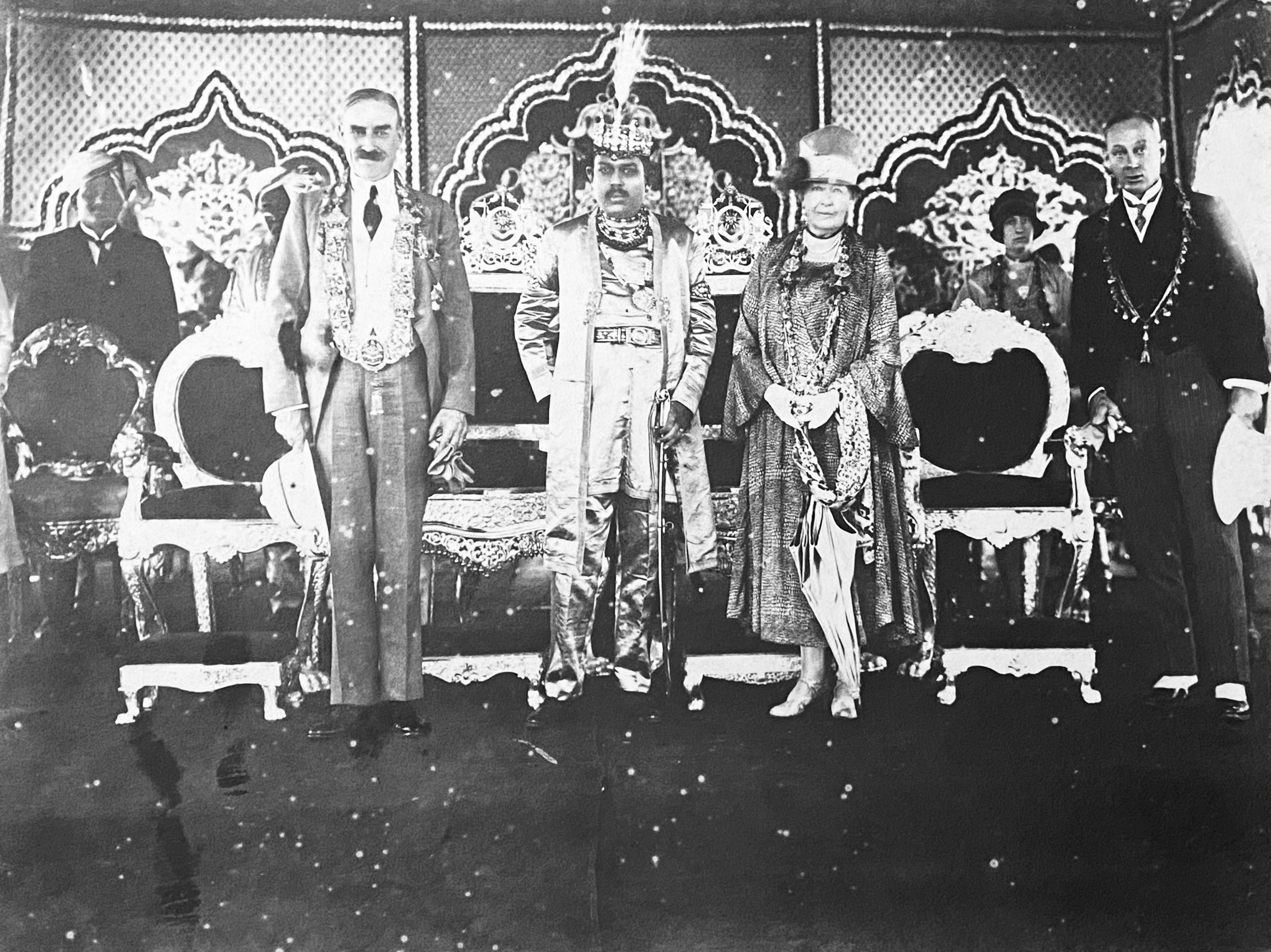
Лорд Гошен, Рам Чандра Дев IV, Махараджа Джейпура и леди Гошен

В 1924 году Джордж Гошен был назначен губернатором Мадраса и прибыл в Мадрас в мае 1924 года, чтобы принять управление. В марте 1924 года Лорд Гошен был награжден Орденом Звезды Индии.
Радиоклуб президентства Мадраса начал радиовещательную службу в Мадрасе, первую в городе, в 1924 году под патронажем Гошена. Эта служба длилась с 1924 по 1927 год. Гошен также принимал участие в ранних этапах колледжа Лойола в Ченнаи и председательствовал на его первом дне колледжа в 1928 году . Детская больница в Мангалоре была отремонтирована и переименована в больницу леди Гошен, в то время как колледж SPG в Тируччираппалли был переименован в колледж епископа Хебера, а Гошен председательствовал на праздновании его бриллиантового юбилея в 1926 году.
Джордж Гошен поддерживал дружеские отношения с раджей Панагала, который был главным министром Мадрасского президентства. Однако на выборах 1926 года в Законодательное собрание Мадраса Партия справедливости, к которой принадлежал раджа, была сокращена до меньшинства, получив всего 21 из 98 мест в собрании . Раджа ушел с поста главного министра и передал свое заявление об отставке губернатору . Гошен пригласил С. Шринивасу Айенгара, лидера партии Свараджа, которая получила большинство, сформировать правительство, но он отказался, поскольку принятие государственных должностей противоречило бы самой цели свараджистов — нарушить работу диархии. Поэтому лорд Гошен назначил независимого П. Суббарайана главным министром и назначил 34 членов совета в его поддержку . Поскольку правительство было создано Гошеном и всеми назначенными им членами, оно функционировало более или менее как марионеточное правительство.
Правительство Суббараян было предметом многочисленных споров и пережило вотум недоверия 23 августа 1927 года . Его положение стало более шатким, когда в 1928 году в Индию прибыла комиссия Саймона. Партия Свараджья внесла резолюцию, призывающую к бойкоту комиссии, и Партия Справедливости поддержала ее. Предложение было принято 65 голосами против 50, и оба министра Суббараян высказались за бойкот. Суббараян ответил отставкой со своего поста. Однако Гошен выступил посредником в урегулировании с раджей Панагала и назначил кандидата от Партии Справедливости Кришнана Наира в Исполнительный совет. Партия Справедливости немедленно отозвала свою поддержку резолюции и приветствовала комиссию. Незадолго до его ухода из активной политической деятельности в 1925 году Партия справедливости настояла на том, чтобы правительство Мадраса передало их лидеру Теагаройе Четти землю в дар, но Гошен решительно отказался предоставить грант.

## Вице-король Индии

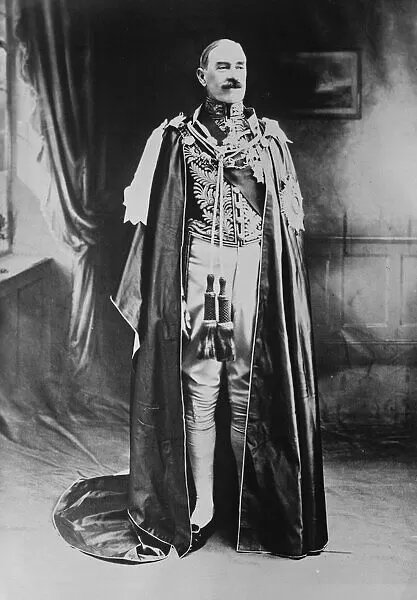
Лорд Гошен, вице-король Индии

Лорд Ирвин, вице-король Индии, уехал в Лондон в отпуск в июне 1929 года. Он назначил Гошена исполнять обязанности вице-короля и генерал-губернатора во время своего отсутствия, которое длилось до ноября. Он исполнял обязанности, когда лорд Ирвин периодически отсутствовал между 1929 и 1931 годами. Действительно, будучи заместителем Ирвина, он исполнял обязанности вице-короля еще несколько раз во время пребывания Ирвина на посту, например, в феврале 1930 года, когда Ирвин покинул Индию, и снова в 1931 году, когда он наблюдал за началом конференций Круглого стола в Великобритании.
Пребывание лорда Гошена на посту губернатора Мадраса, а затем исполняющего обязанности вице-короля было периодом щедрой роскоши . Он принимал участие в охоте на тигров и скачках, а также устраивал большие, роскошные банкеты и свадьбы высшего общества, такие как свадьба его дочери и его адъютанта . Но дни британского владычества подходили к концу.
Отцу Джорджа Гошена, первому виконту, в 1880 году британский премьер-министр-либерал Уильям Юарт Гладстон предложил вице-королевство Индии, но он отклонил предложение.

## Дальнейшая жизнь
В 1933 году в Лондоне была сформирована группа, которая назвала себя Союзом Британии и Индии . Эта группа выступала за Индийскую федерацию. Виконт Гошен был первым президентом союза. Джордж Гошен также написал главу под названием «Провинциальная автономия» в книге 1934 года «Индия с задней скамьи», где он критиковал систему двоевластия, считая ее неудачной, основываясь на своем опыте администратора в Индии.

## Личная жизнь
26 января 1893 года в Бенендене, графство Кент, лорд Гошен женился на леди Маргарет Эвелин Гаторн-Харди (27 мая 1858 — 11 июля 1943), младшей дочери Гаторна Гаторн-Харди, 1-го графа Крэнбрука, от его жены Джейн (урожденной Стюарт-Орр). У супругов было трое детей:
- Лейтенант Достопочтенный Джордж Иоахим Гошен (18 ноября 1893 — 16 января 1916), 7-й батальон «Баффс» (Восточно-Кентский полк). Скончался от ран, полученных в бою при осаде Кута[28][29]
- Достопочтенная Филлис Эвелин Гошен (5 августа 1895 — 27 мая 1976), она вышла замуж за подполковника Фрэнсиса Сесила Кэмпбелла Бальфура, племянника премьер-министра Артура Бальфура и внука герцога Аргайла
- Достопочтенная Сесили Уинифред Гошен (29 апреля 1899—1980), она вышла замуж за майора Мелвилла Эдварда Бертрама Портала, который ранее занимал должность секретаря губернатора Мадраса в Индии.

Джордж Гошен умер 25 июля 1952 года в возрасте 85 лет. Его титул перешел к его племяннику Джону Гошену.
Виконт Гошен владел Сикокс-Хит, загородным домом в Восточном Суссексе на протяжении многих десятилетий.